# Bernhard Baule
Bernhard Baule (Hann. Münden, 4 de maio de 1891 – Graz, 5 de abril de 1976) foi um matemático alemão-austríaco.

## Formação e carreira
Baule estudou em Kiel, Munique e Göttingen, obtendo um doutorado em 1914 na Universidade de Göttingen, orientado por David Hilbert, com a tese Theoretische Behandlung der Erscheinungen in verdünnten Gasen. Após servir na Primeira Guerra Mundial pesquisou novamente em Göttingen e assumiu adicionalmente em 1919 um cargo de professor de geodésia na Forstakademie Hannoversch Münden. Em 1920 foi para a Universidade de Hamburgo como professor, onde obteve a habilitação com a tese Kreise und Kugeln im Riemannschen Raum. Em 1921 foi professor pleno da Universidade Tecnológica de Graz.
Publicou dentre outros Die Mathematik des Naturforschers und Ingenieurs, também conhecido como Der Baule, uma obra padrão amplamente utilizada para a matemática aplicada em sete volumes.
Seus livros didáticos são amplamente usados até a atualidade.

## Obras
- Die Mathematik des Naturforschers und Ingenieurs, S. Hirzel, Zürich 1948, weitere Auflagen 1964, Harri Deutsch

1. Differential- und Integralrechnung; 191 páginas com 161 figuras
2. Ausgleichs- und Näherungsrechnung; 60 páginas com 30 figuras
3. Analytische Geometrie; 78 páginas com 89 figuras
4. Gewöhnliche Differentialgleichungen; 110 páginas com 41 figuras
5. Variationsrechnung; 48 páginas com 15 figuras
6. Partielle Differentialgleichungen; 160 páginas com 84 figuras
7. Differentialgeometrie; 148 páginas com 88 figuras
8. Aufgabensammlung; 150 páginas com 189 figuras